# ТЕС Klacel
24°14′43″ пд. ш. 50°44′25″ зх. д. / 24.24528° пд. ш. 50.74028° зх. д.
ТЕС Klacel — теплова електростанція у бразильському штаті Парана, яка відноситься до комплексу целюлозного комібнату Klabin PUMA.
Целюлозний комбінат, який розпочав роботу в 2016 році, обладнали содорегенераційним котлом, котрий спалює чорний натр (суміш органічних та неорганічних речовин, що залишається після варки целюлози) та продукує 1200 тон пари на годину. Крім того, змонтували котел із бульбашковим псевдозрідженим шаром продуктивністю 280 тон пари, який спалює відходи переробки деревини.
Частина виробленої пари використовується для живлення двох турбін загальною потужністю 250 МВт – однієї конденсаційної та однієї турбіни із протитиском. Ці турбіни, які важать 265 та 260 тон відповідно, а також два генератора вагою по 220 тон доправили з Німеччини через порт Паранагуа.
Невдовзі після запуску станції її власник розпочав оформлення дозвільних документів на встановлення додаткового котла з продуктивністю від 170 до 220 тон пари на годину та ще одного турбоагрегату потужністю від 90 до 140 МВт .
Воду для технологічних потреб отримують із водосховища ГЕС Мауа, створеного на річці Тібагі. При цьому насосна станція забезпечує підйом води на 140 метрів. 
Видача продукції відбувається по ЛЕП, розрахованій на роботу під напругою 230 кВ.